# 동탄정류소
동탄정류소는 경기도 화성시 반송동에 있는 버스 정류장이다.

## 정차 버스
- 다은마을 공항버스정류소 : 인천공항/김포공항, 광명,철산역, 고양백석,장지역,가락시장,잠실역 동서울,의정부 행
- 다은마을 월드메르디앙 아파트 앞 : 청주, 오산/안성/공도/송탄,